# Avenida de Buenos Aires
La avenida de Buenos Aires (Avenida de Bos Aires en gallego)  es una de las principales avenidas de la ciudad española de Pontevedra, situada al noreste de la ciudad, entre el puente del Burgo y el barrio de Monte Porreiro.

## Origen del nombre
La avenida recibe su nombre de la ciudad de Buenos Aires, capital de Argentina, donde Casimiro Gómez Cobas, el impulsor de la avenida, vivió durante gran parte de su vida. Allí logró un notable éxito empresarial y acumuló una gran fortuna gracias a su espíritu emprendedor. A su regreso a Pontevedra, destacó por su labor filantrópica en beneficio de la ciudad.

## Historia
La actual avenida de Buenos Aires se desarrolló a partir de la zona conocida como Borrón. Desde el siglo XIII, el nombre de Verrón o Borrón aparece documentado en Pontevedra, manteniéndose presente en los registros de la ciudad a lo largo de los siglos. Tradicionalmente, esta zona se encontraba dentro del recinto amurallado. En el siglo XVII, era conocida como el barrio del Borrón y estaba ubicado junto a la plaza de la Pedreira. Documentos municipales de la época indican que el Colegio de Jesuitas debía fundarse en este barrio.
Con el derribo de las murallas en el siglo XIX, la localización exacta del Borrón pudo haberse modificado. Se sabe que en aquel entonces se trataba de un área bien identificada junto al río Lérez, en el espacio que hoy ocupa la avenida de Buenos Aires, desde el puente del Burgo hasta las inmediaciones del actual puente de Santiago. Era un terreno húmedo y poco salubre, situado en el malecón, cerca del antiguo matadero, donde hoy se sitúa el Mercado de Abastos de Pontevedra. En el siglo XIX, la actual calle Sierra y su prolongación hacia el río eran conocidas como calle del Verrón o Borrón. 
Fue en 1885 cuando se aprobó el proyecto para la construcción del nuevo mercado cubierto de la ciudad, encargado al arquitecto municipal Alejandro Sesmero. La inauguración tuvo lugar el 15 de agosto de 1886, en un solar junto al puente del Burgo, donde anteriormente se ubicaba la antigua cárcel medieval. El edificio, de planta baja y cubierta metálica, presentaba una fachada longitudinal que se extendía a lo largo del río Lérez, sobre el antiguo malecón.
A comienzos del siglo XX, el desarrollo urbano transformó la zona. En 1902, el Ayuntamiento de Pontevedra aprobó la construcción de un muro en la zona del Borrón para preservar el terreno municipal y evitar su erosión por la cercanía al río. Un año después, en 1903, Casimiro Gómez Cobas inició los trámites para la construcción de una vía correspondiente a la actual avenida de Buenos Aires. Según el periódico pontevedrés El Áncora, en 1905 se estableció que el nuevo vial debía partir del malecón del Borrón o de la carretera de A Seca.
El 14 de noviembre de 1905, el Ayuntamiento aprobó la creación de este camino, diseñado para conectar Pontevedra con Monte Porreiro a lo largo de la margen derecha del Lérez. Para la financiación de este acceso a su complejo termal abierto en 1906, Casimiro Gómez, propietario del manantial de aguas minerales de Monte Porreiro, aportó 15.000 pesetas. En 1911 la avenida fue inaugurada, al final de las Fiestas de La Peregrina.

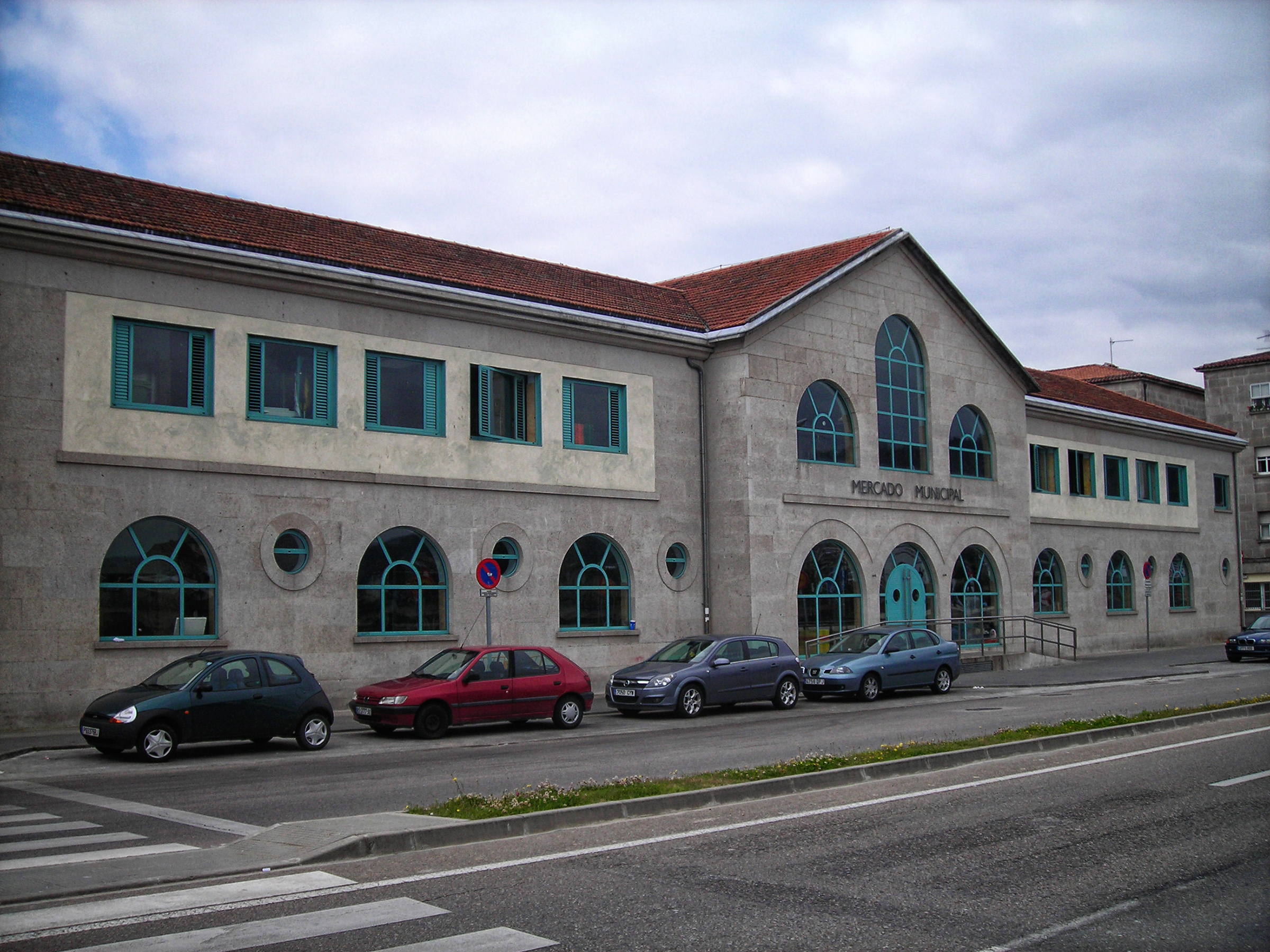
El Mercado de Abastos de Pontevedra al inicio de la avenida.

En 1924, se llevó a cabo un proyecto de urbanización y saneamiento de la zona, que incluyó la desecación de una amplia franja de terreno ribereño. Más de una década más tarde, en 1940, el mercado de la ciudad con cubierta metálica fue derribado para construir un nuevo mercado más amplio entre la calle Sierra y la Avenida de Buenos Aires, en el solar del antiguo matadero de la ciudad. El proyecto del mercado fue presentado en mayo de 1942 por los arquitectos Emilio Quiroga Losada y José Barreiro Vázquez y su construcción comenzó en 1945. El nuevo mercado cubierto de la ciudad, de dos plantas, se inauguró el 20 de enero de 1948.
En 1954 se concedió una subvención para iniciar las obras  del antiguo Estadio de la Juventud, con frente a la actual avenida, para la ubicación del cual se decidió desecar y sanear la marisma de A Seca. El Campo de Deportes de La Seca, como inicialmente se denominó, fue diseñado por Eduardo Baselga Neira y su contratación y ejecución por fases fue encomendada al contratista Porfirio Diz Baltasar.
En 1956 se inició la construcción de la fábrica de tableros de fibra Tafisa, de capital sueco, a orillas del Lérez con frente a la parte este de la avenida de Buenos Aires. La fábrica inició su actividad en 1958 y desarrolló su producción fabril en ese emplazamiento hasta su traslado a Puente Caldelas en 2003.
En mayo de 1961 se adjudicaron definitivamente las obras de construcción de la nueva Escuela del Magisterio masculina y femenina graduada Aneja en Pontevedra por 18 millones cincuenta y siete mil pesetas. Se construyó en la avenida un nuevo gran edificio de cinco plantas proyectado por el arquitecto Francisco Navarro Borrás para tal fin. El 15 de agosto de 1969 la feria de ganado que se celebraba en la plaza de Barcelos se trasladó al Borrón, en la avenida de Buenos Aires.
En junio de 1981 comenzaron las obras del puente de Santiago, diseñado para conectar la avenida con el barrio de O Burgo y el norte de la ciudad. La construcción fue llevada a cabo por el Ministerio de Obras Públicas del Gobierno español. El puente fue inaugurado el 10 de septiembre de 1983 por el entonces Ministro de Obras Públicas, Jesús Sancho Rof.
A finales de la década de 1980, la avenida experimentó un proceso de ampliación que se llevó a cabo por fases. La primera intervención se realizó en el tramo entre la antigua Escuela de Magisterio y el puente de Santiago, cuya inauguración tuvo lugar el 10 de julio de 1989. A continuación, se ejecutó la remodelación del tramo con cuatro carriles comprendido entre el puente del Burgo y el puente de Santiago, finalizada el 6 de abril de 1990. El resto de la avenida, hasta Monte Porreiro, fue objeto de una gran transformación en 1996 con el inicio de las obras para su acondicionamiento como paseo fluvial. Este nuevo espacio urbano fue inaugurado en 1997, consolidando la integración del entorno con el río Lérez.
Entre 1992 y 1995 se construyó el puente de los Tirantes, diseñado por Leonardo Fernández Troyano y Francisco Javier Manterola Armisen, con el fin de conectar la avenida por medio de una rotonda de grandes dimensiones con la zona norte de la ciudad, al otro lado del río. Inaugurado el 26 de mayo de 1995, este puente destaca como uno de los 33 más singulares de España.
En 2011 la parte este de la avenida sufrió otra notable transformación. Se empezaron a urbanizar los terrenos de la antigua fábrica de Tafisa y se abrieron para el disfrute público en 2015 con un parque y amplias zonas verdes y solares para edificación. A finales de 2018 se inició la construcción de los primeros edificios de estilo racionalista con frente a la avenida de Buenos Aires en los terrenos que había ocupado la antigua fábrica, que fue seguida de la construcción de otros nuevos edificios.

## Descripción

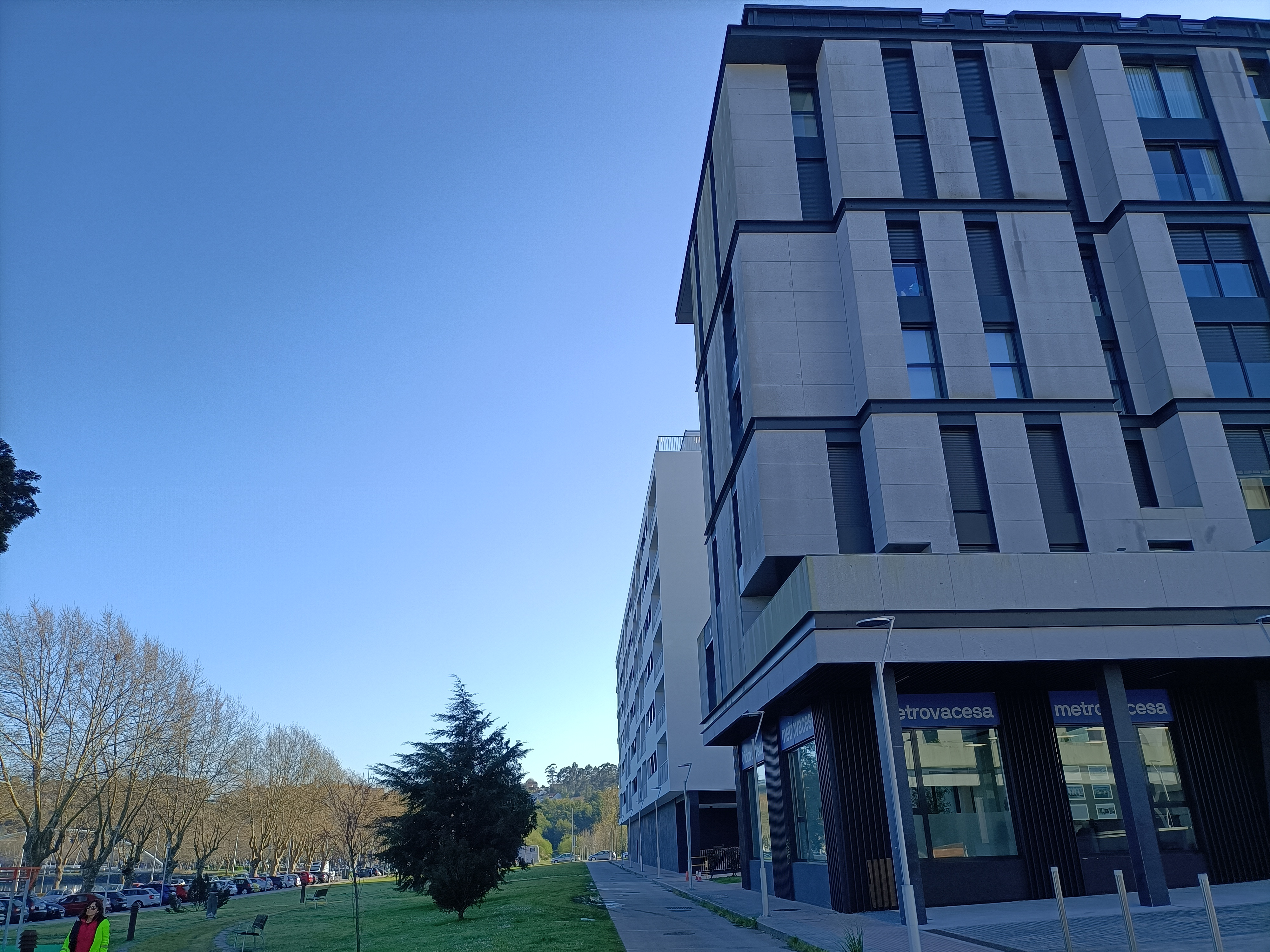
Edificios racionalistas en la parte este de la avenida.

La avenida de Buenos Aires es una avenida predominantemente llana en la orilla del río Lérez y en cuesta ascendente hacia el barrio de Monte Porreiro a partir de las inmediaciones del puente del ferrocarril. Es una de las avenidas de mayor longitud de la ciudad con 2 kilómetros y 700 metros de trazado. Se extiende de oeste a este desde el puente del Burgo hasta la rotonda de entrada al barrio de Monte Porreiro en las inmediaciones del puente de A Palabra.
La anchura de la avenida de Buenos Aires varía entre 15 y 24 metros según el tramo y cuenta con cuatro carriles de circulación entre el puente del Burgo y las proximidades del puente de Santiago hacia Monte Porreiro y con dos amplios carriles en el resto del trazado. Dispone además de dos rotondas en el entronque con los puentes de Santiago y de los Tirantes, esta última de grandes dimensiones, que alberga además de arbolado y ajardinamiento una de las dos bases de hormigón de contrapeso del puente de la que parten 17 cables de acero. La avenida por el lado noreste está bordeada longitudinalmente desde este puente por el amplio paseo ajardinado del Lérez. En ella confluyen por su lado sur o este las calles Julio Camba, Alfredo García Hermida, Padre Amoedo, Irmáns Sobrino Buhigas, Salustiano Portela Pazos, Padre Gaite, José Malvar Figueroa, Dolores Trabado, Roxa, Pozo, Maré y Holanda. En su último tramo, ya en Monte Porreiro, la avenida está dominada en altura por el parque del Mirador.
Al inicio de la avenida destaca el edificio del Mercado de Abastos de Pontevedra. El mercado, de granito y estilo tradicional gallego, presenta un diseño destacado por las arcadas de medio punto en ambas fachadas, así como una composición equilibrada de columnas, soportales y frontones. Con dos plantas y una estructura rectangular, la fachada principal ofrece amplias arcadas en la planta baja y grandes ventanas en la superior. En el interior, una escalera central conecta ambos niveles, organizados en torno a dos patios con balcones y arcadas, creando un espacio funcional y armonioso.
En la intersección con las calles Padre Gaite y José Malvar Figueroa destaca el edificio del Centro Gallego de Tecnificación Deportiva, que cuenta con un pabellón deportivo cubierto con un tatami y una sala deportiva auxiliar, una piscina climatizada de 6 calles, una pista de atletismo de 8 calles  y un campo de césped natural con gradas para 300 personas. En la avenida también se encuentra el gran edificio de la antigua Escuela Universitaria de Magisterio, sede desde octubre de 2006 de la Escuela de Educación de Adultos de Pontevedra (EPA) Río Lérez.
La avenida de Buenos Aires se conecta a lo largo de su trazado con cuatro puentes y una pasarela peatonal (hacia la Isla de las Esculturas) y es sobrevolada también por los dos puentes del ferrocarril: Destacan el puente del Burgo al inicio, el puente de Santiago, el puente de los Tirantes y el puente de A Palabra al final del trazado. El puente de Santiago es un puente viga de hormigón armado, con dos tableros apoyados en cuatro pilares. El puente tiene una longitud de 99 metros y una anchura de 17 metros y dispone de cuatro carriles para vehículos y dos aceras. El puente de los Tirantes tiene una longitud total de 125 metros entre pilares, sin soportes intermedios, y cuenta con una torre inclinada de hormigón de 63 metros de altura. De esta torre emergen 17 pares de cables de acero: los delanteros sostienen el tablero de vigas cajón de hormigón, y los traseros actúan como contrapeso. El ancho del tablero es de 20 metros. Está atirantado y sujeto por dos haces de cables gemelos, anclados cada 6 metros. La torre sirve de anclaje para los tirantes que soportan el tablero y los de compensación. En las inmediaciones del puente del Burgo la avenida es atravesada por el Camino de Santiago Portugués.
La mayoría de los edificios de viviendas actuales en el primer tramo de la avenida hasta la Escuela Permanente de Adultos (EPA) Río Lérez fueron construidos en las décadas de 1960 y 1970. A partir del puente de los Tirantes, en los antiguos terrenos de Tafisa, los edificios modernos, algunos de estilo racionalista, fueron construidos desde 2019. Cerca de la pasarela peatonal atirantada que atraviesa el Lérez hacia la Isla de las Esculturas, en la calle Pozo, se encuentra una torre de 10 plantas de altura construida a finales de los años 1960 para los empleados de la fábrica Tafisa, así como otras dos torres cercanas a la antigua Escuela  de Magisterio. 
La avenida, bordeada de árboles, se caracteriza por los 219 plátanos de sombra que se encuentran a lo largo de su trazado, desde el puente de los Tirantes hacia Monte Porreiro y delante de la antigua Escuela de Magisterio. En el tramo entre el puente de Santiago y el puente de los Tirantes, se encuentra un pequeño jardín con 12 palmeras de Canarias junto al río y 6 abedules cerca del puente de los Tirantes, en una zona verde junto al agua. En la rotonda del puente de los Tirantes destacan 8 liquidámbares. Además, en los terrenos de la antigua fábrica de Tafisa hay 5 abetos rojos, 2 tuyas gigantes y 3 rododendros, entre otras especies.

## Galería de imágenes

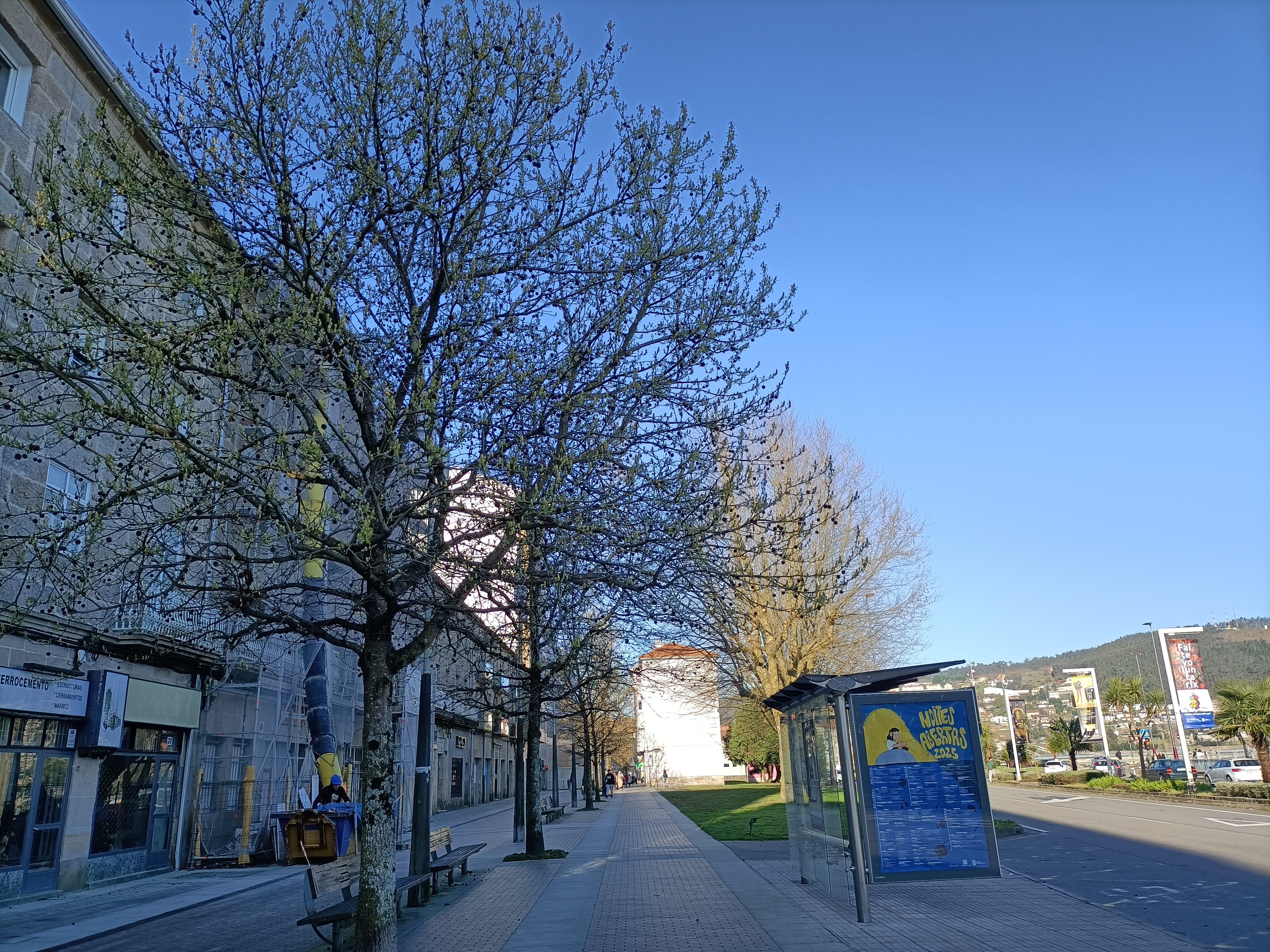
Tramo oeste de la avenida.
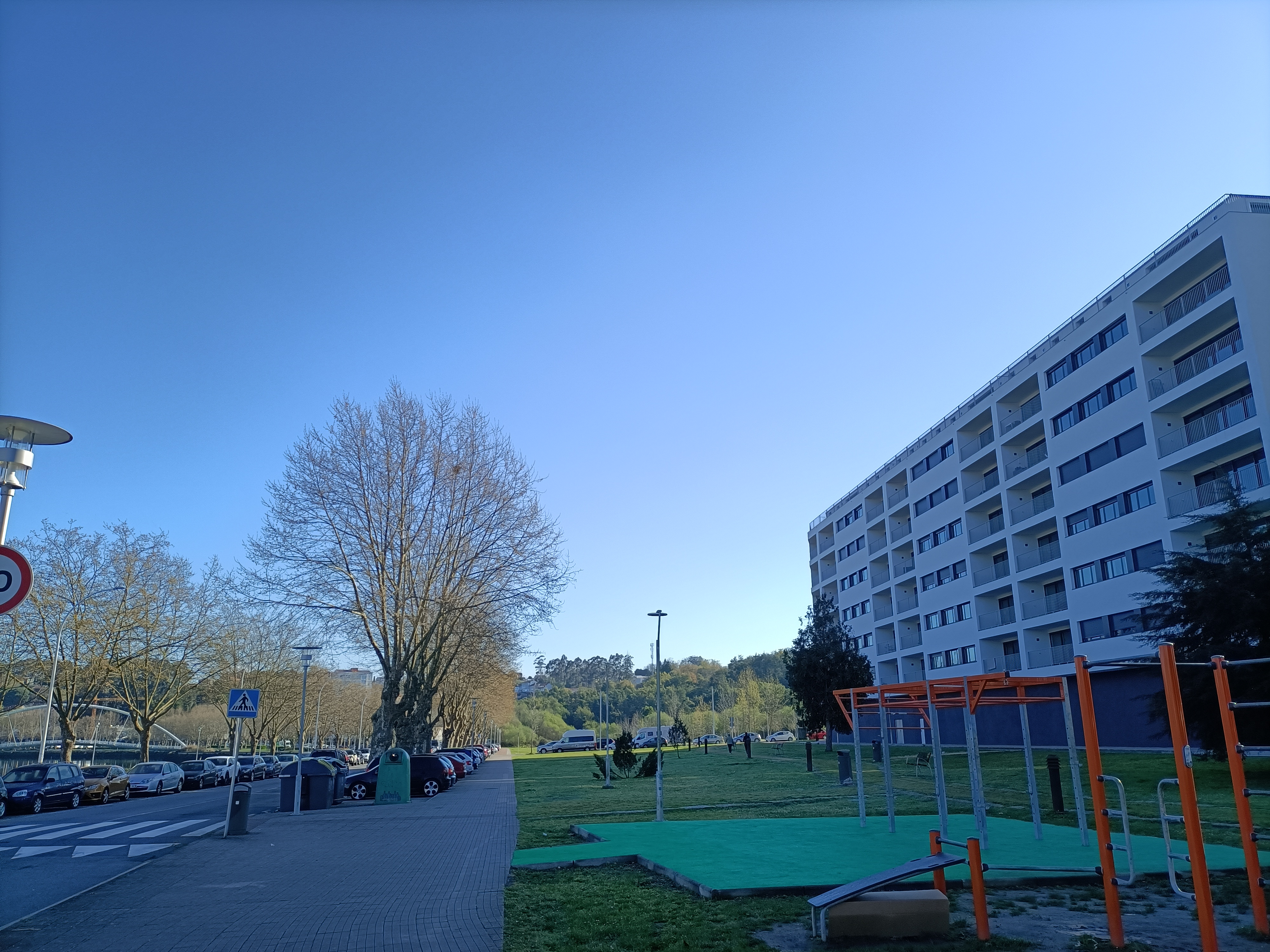
Edificios modernos y parque de calistenia.
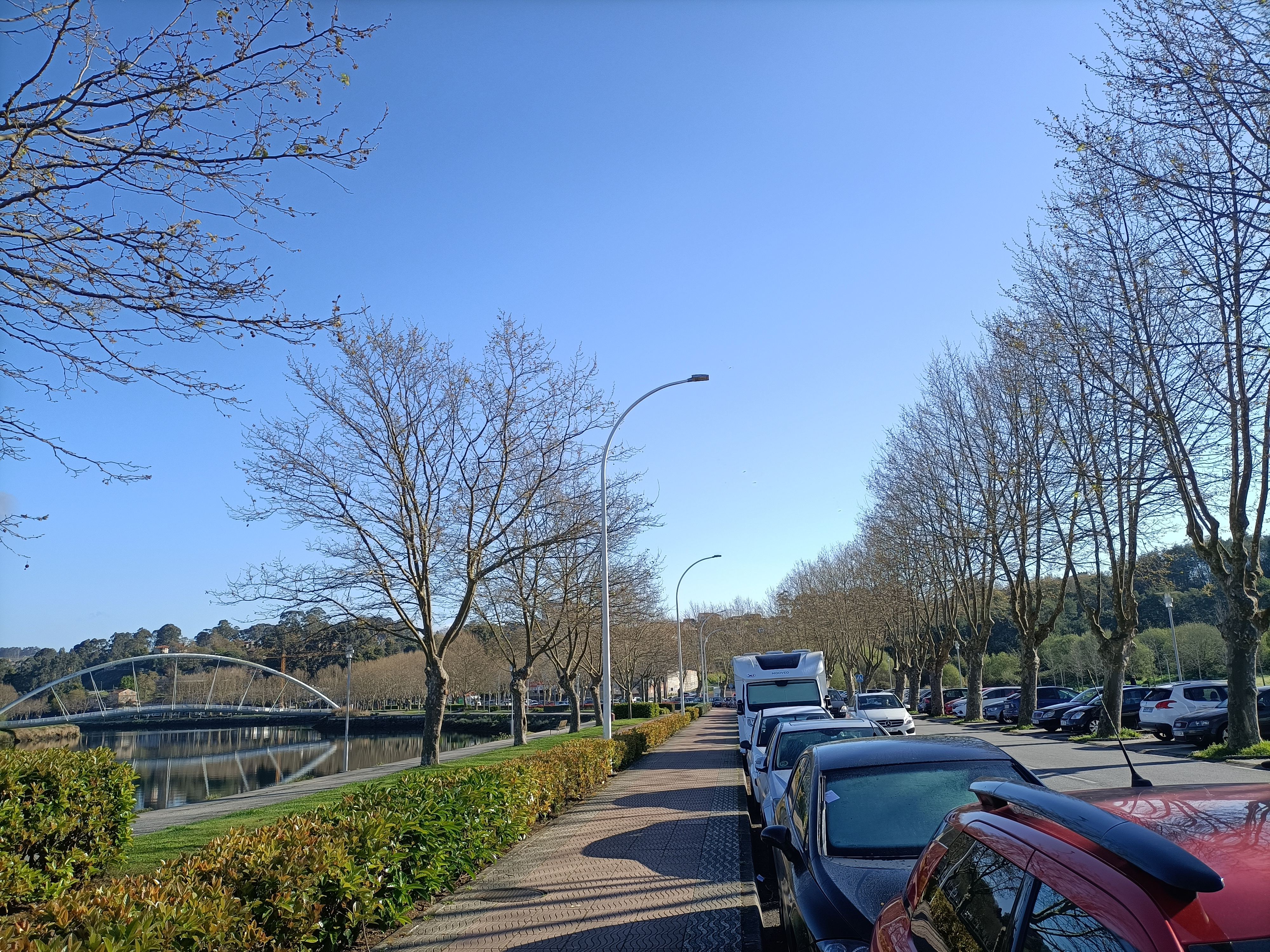
La avenida y el Paseo del Lérez.
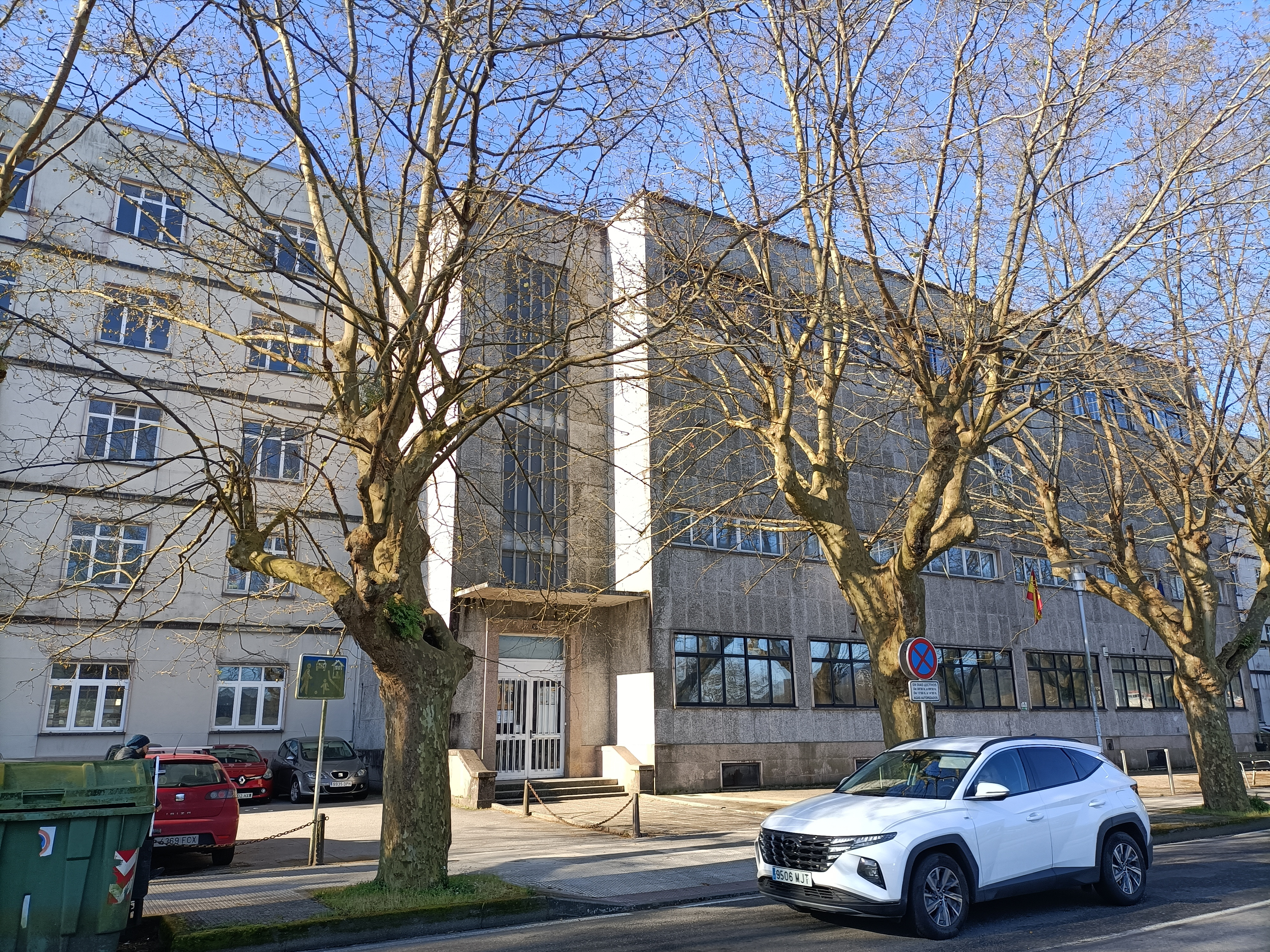
EPA de Pontevedra, antigua Escuela de Magisterio.
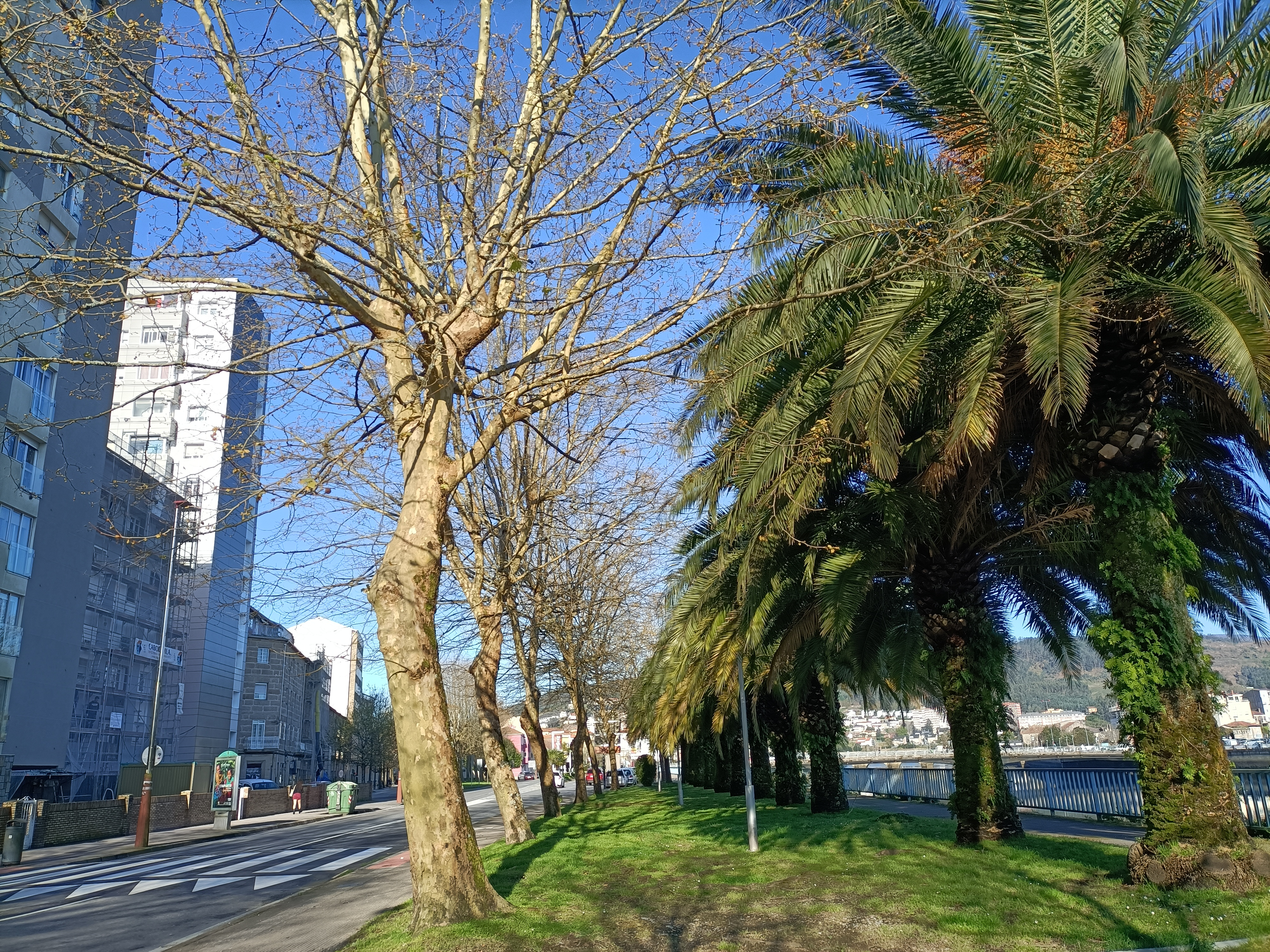
Tramo ajardinado con palmeras canarias.
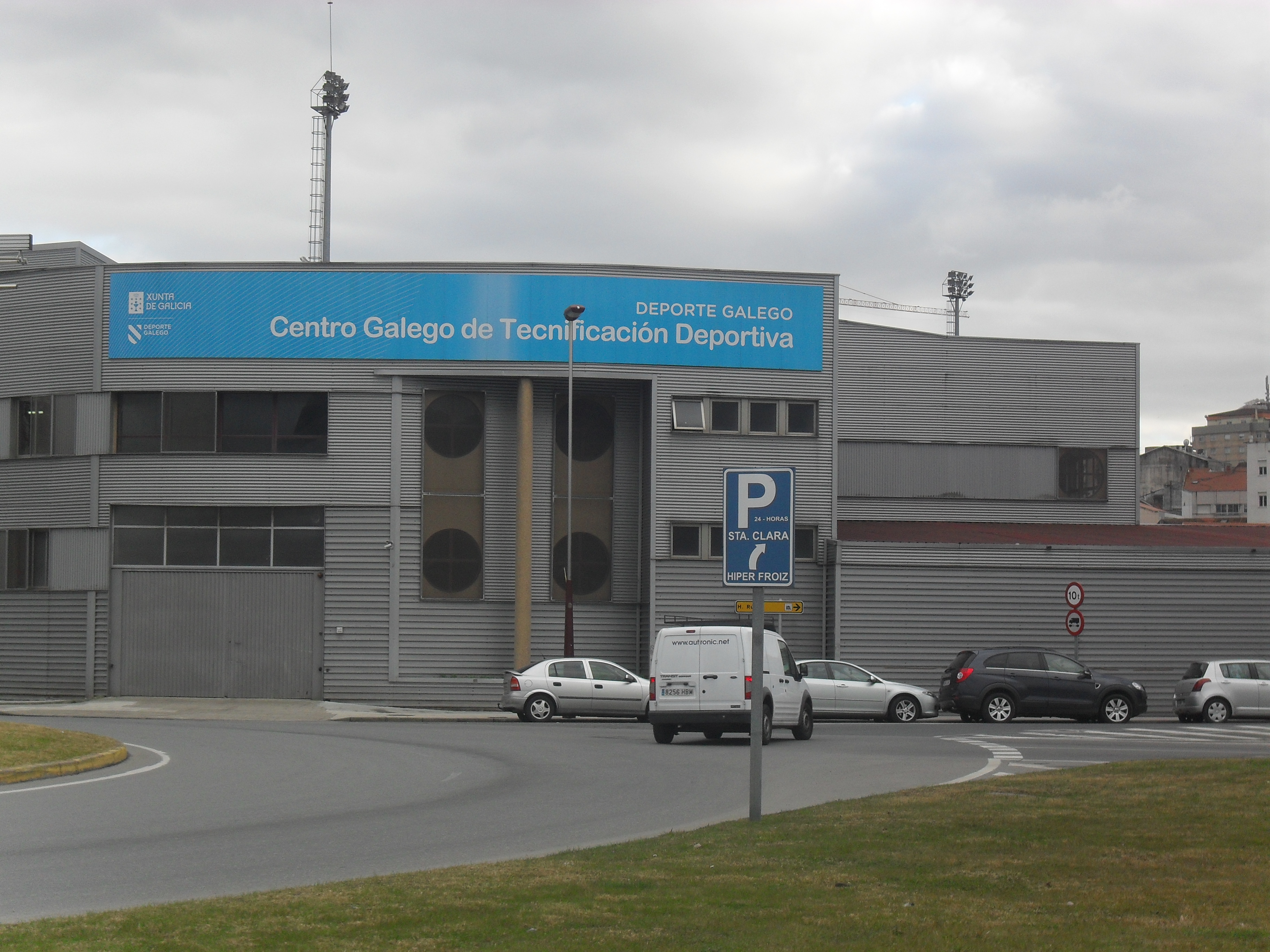
Centro Gallego de Tecnificación Deportiva en el entronque con la avenida.
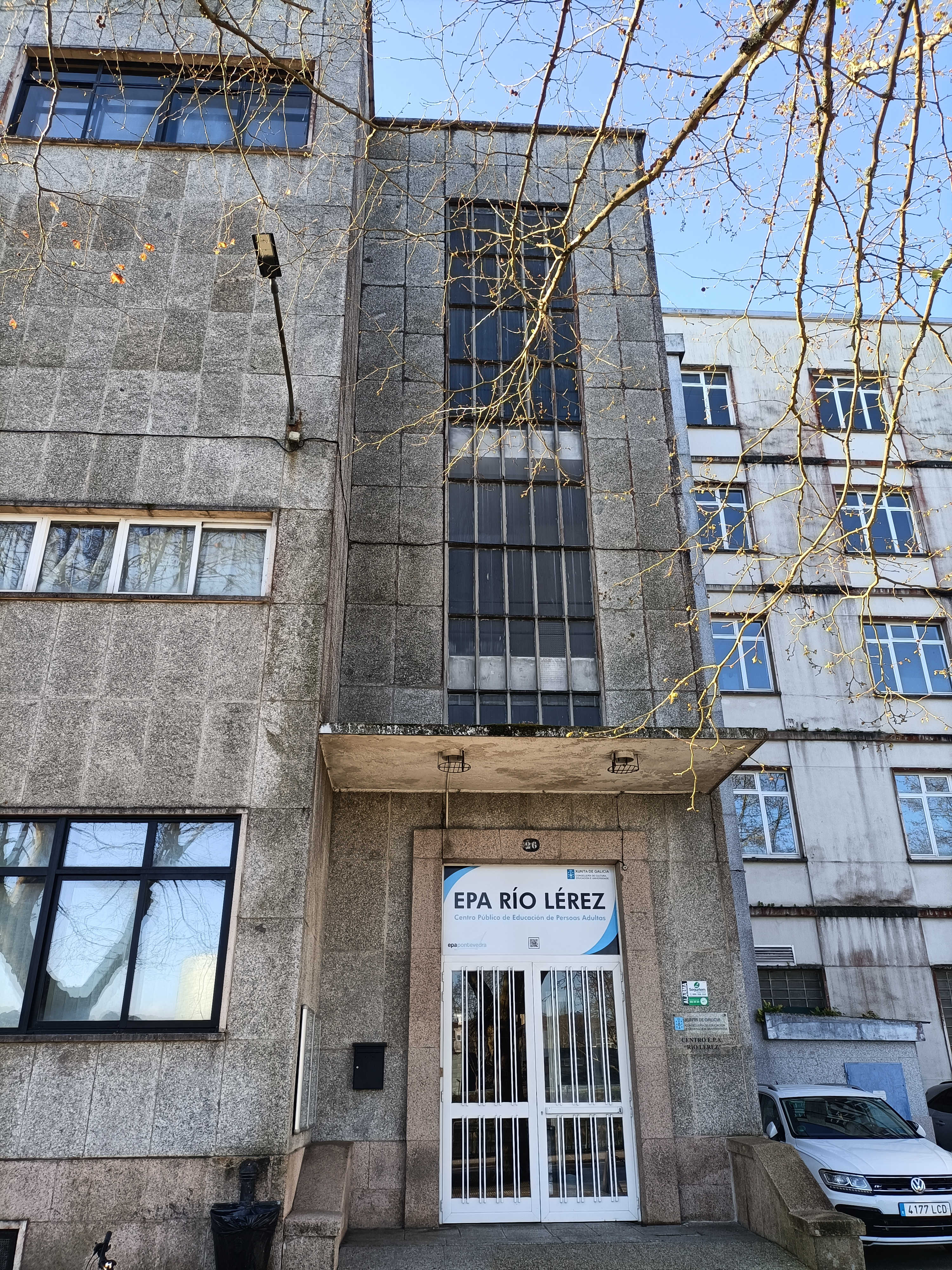
Entrada al centro EPA Río Lérez.
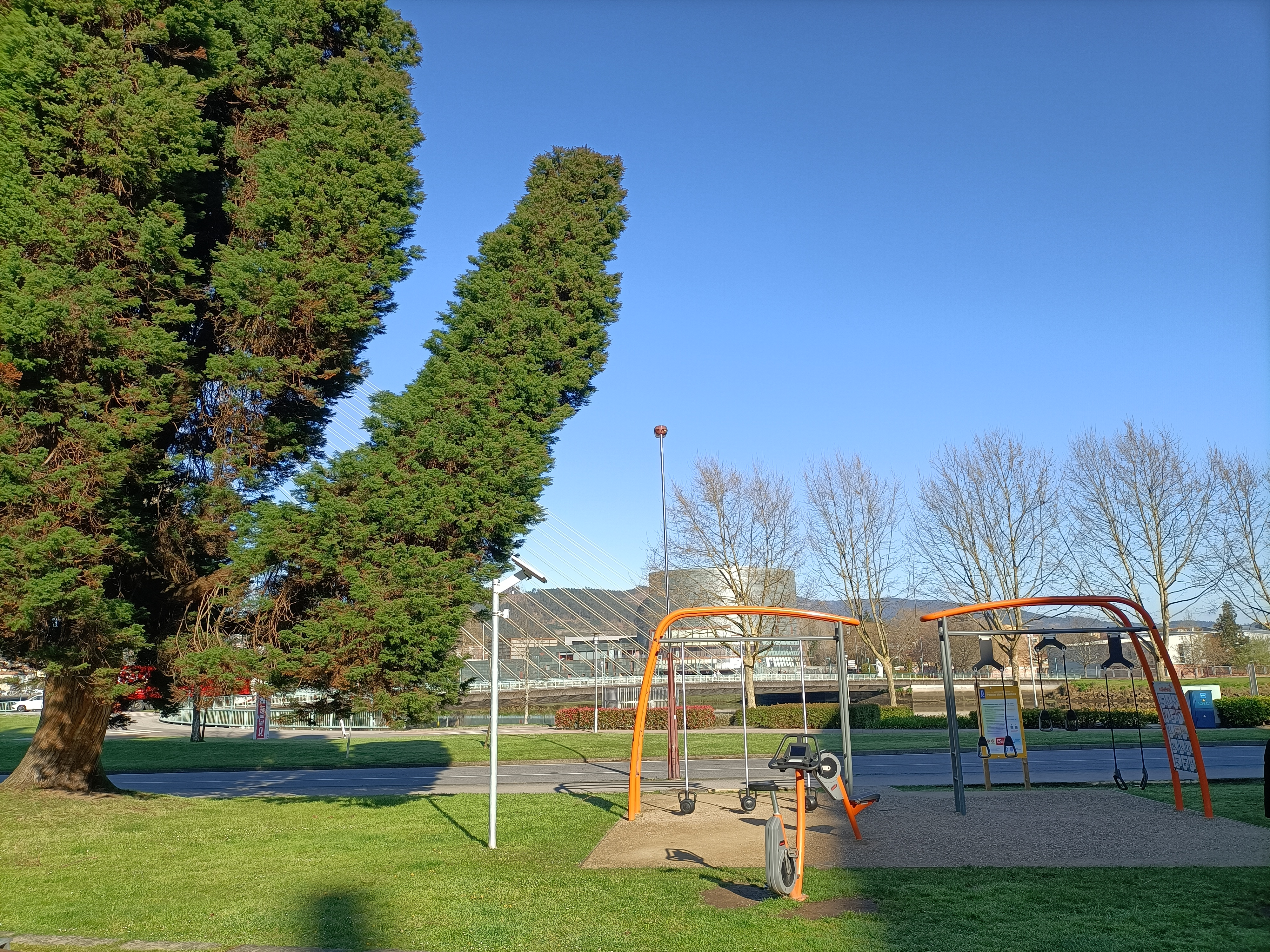
Abeto rojo y parque de calistenia.
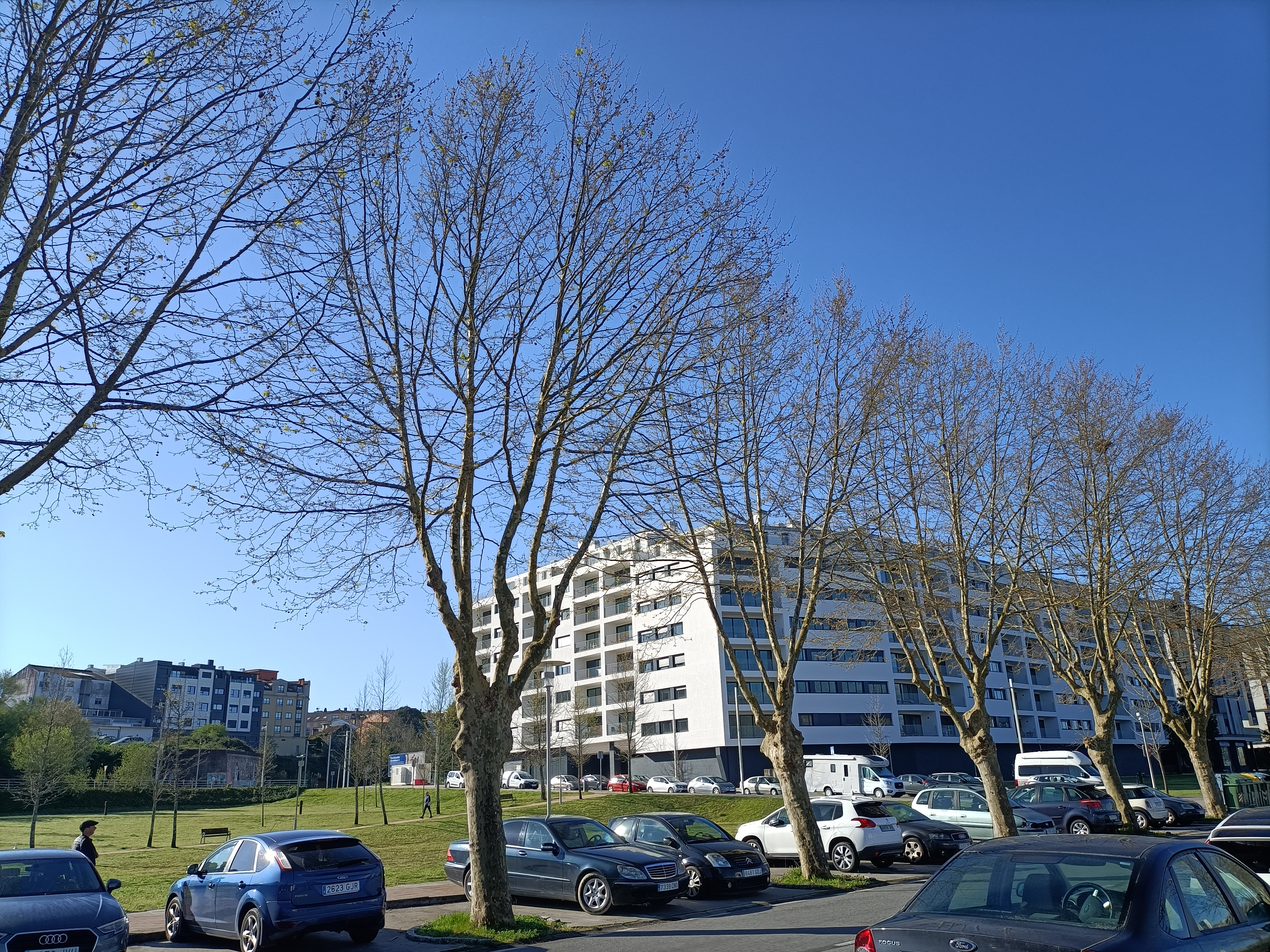
Parque de Tafisa.
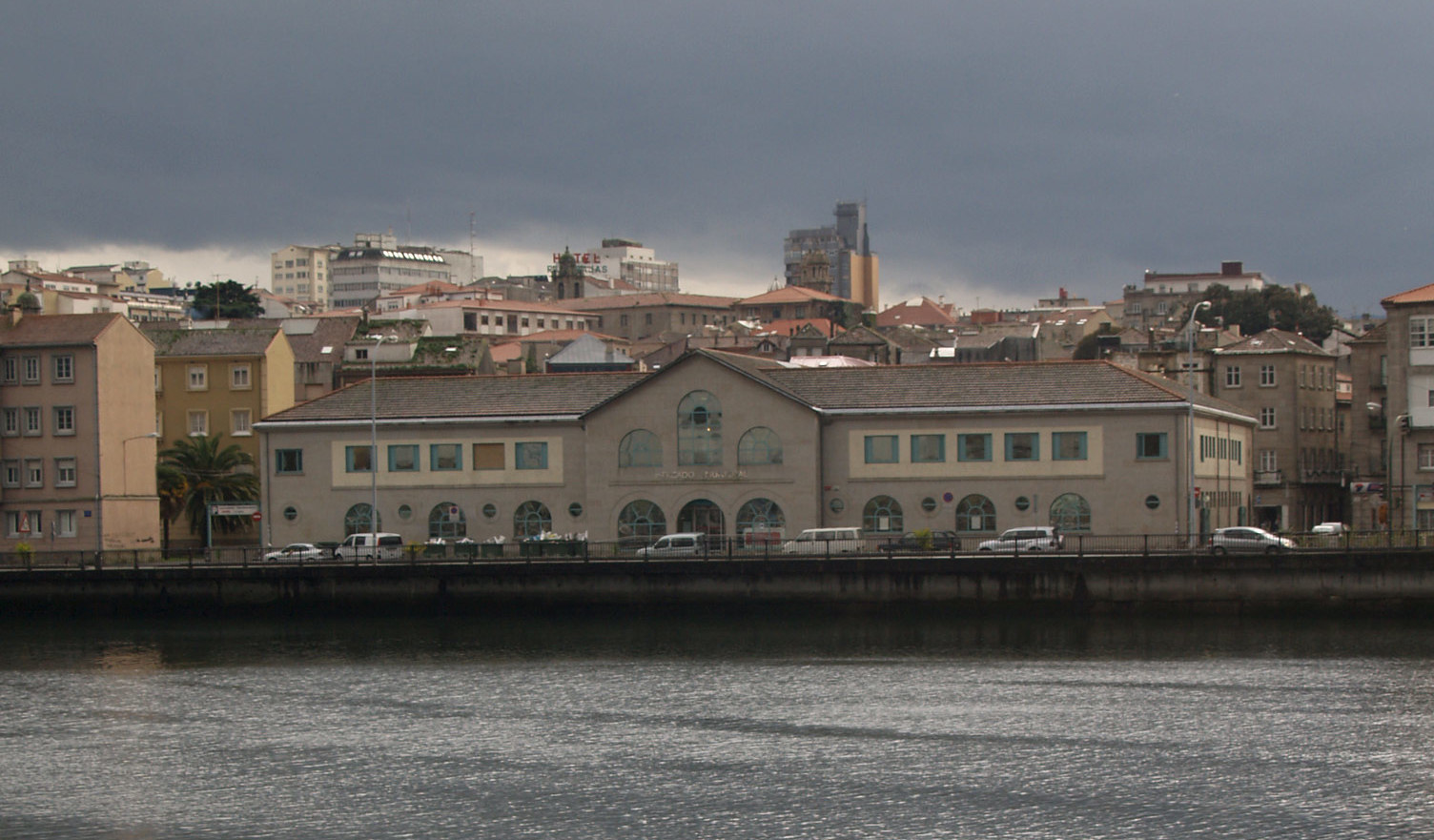
La avenida de Buenos Aires desde la otra orilla del río Lérez.
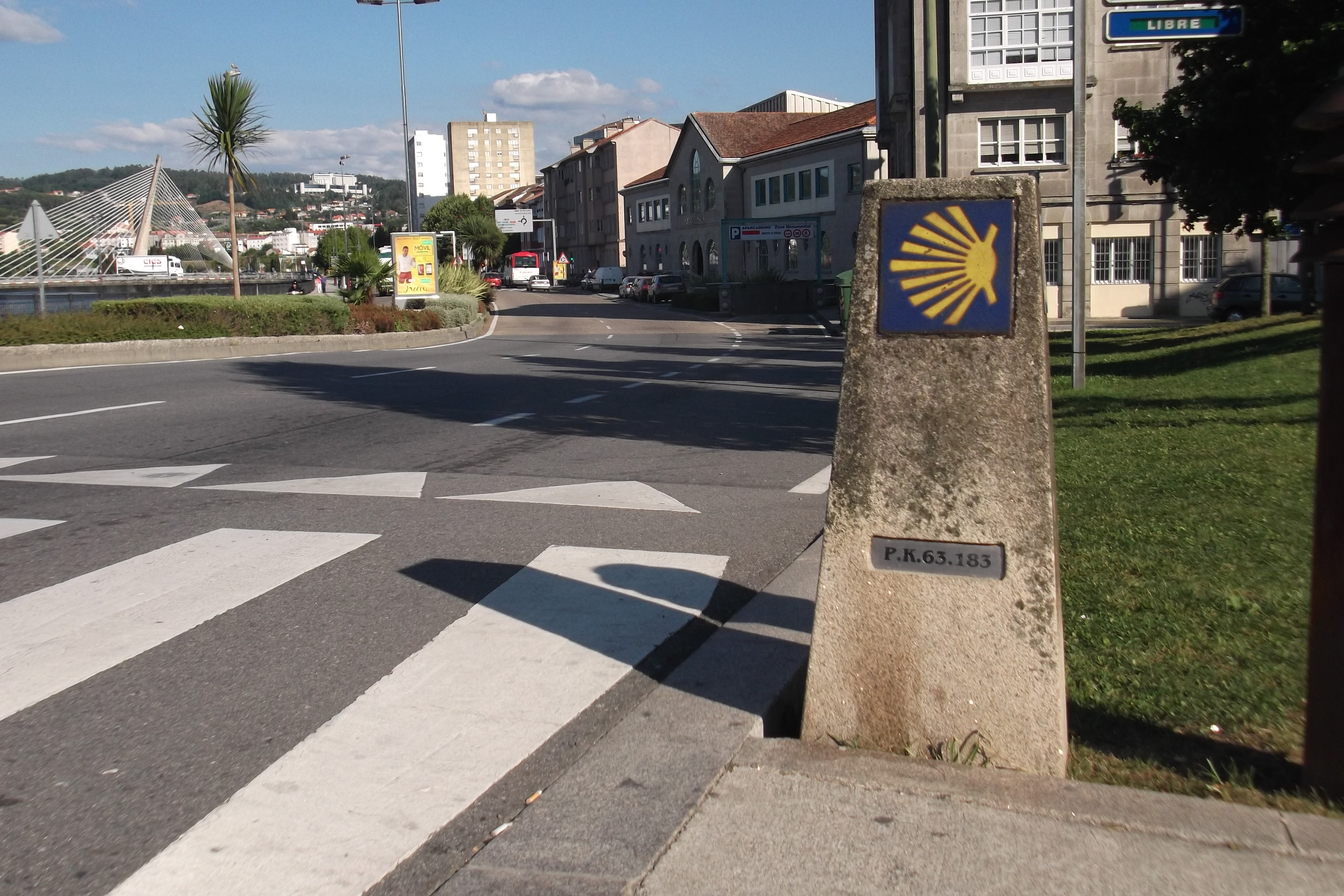
La avenida atravesada por el Camino de Santiago Portugués
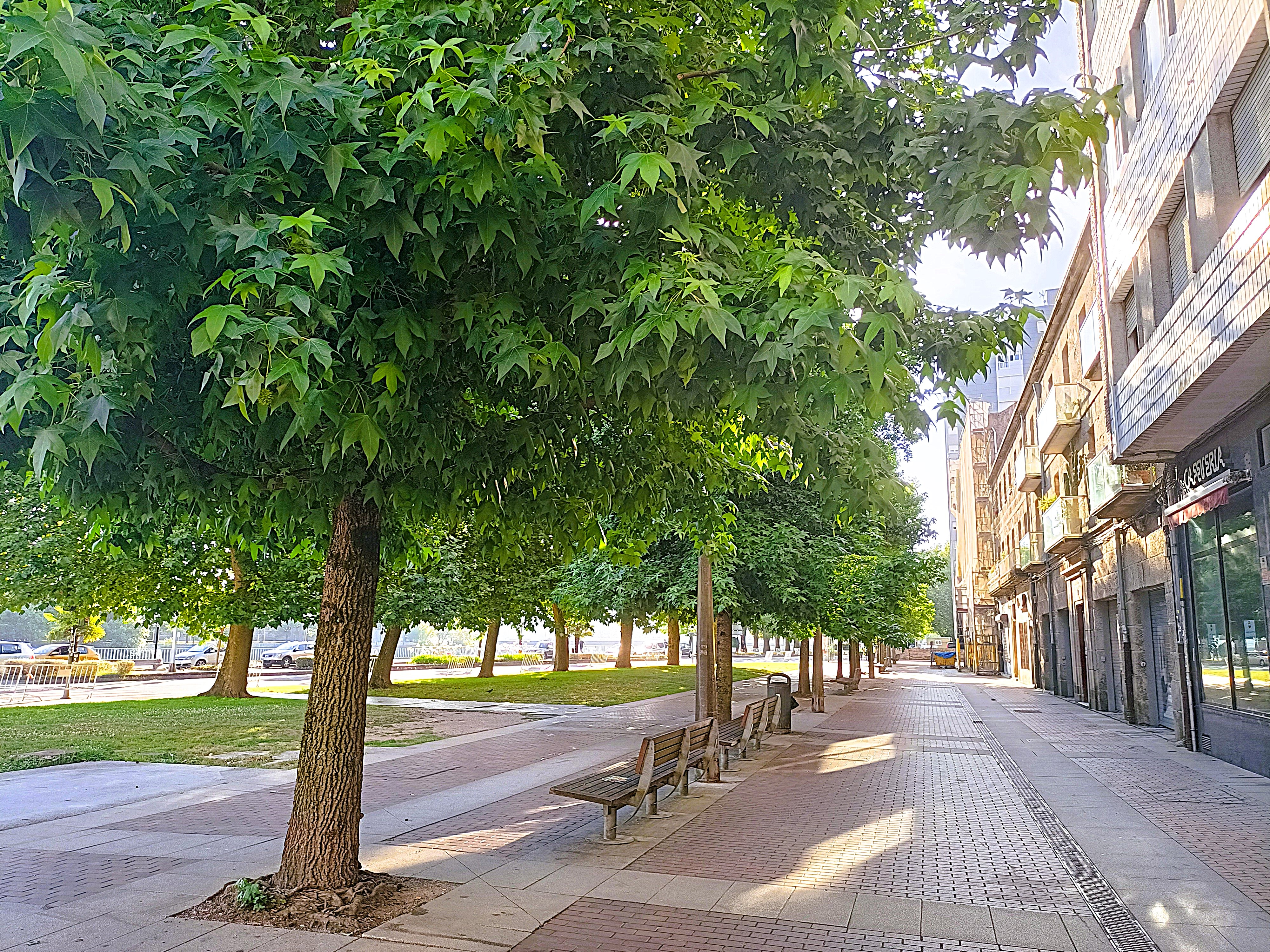
Tramo en alameda de la avenida en 2025